# El Pantera
El Pantera (conhecido no Brasil como O Pantera) é uma série de televisão mexicana produzida pela Televisa. No México, é exibida pelo Canal 5 desde 2007 e já teve duas temporadas de 26 episódios no total. Exibida no Brasil pela Rede CNT, a partir de 3 de abril de 2009, todas as sextas-feiras, às 22h30. Baseada na história em quadrinhos homônima criada por Daniel Muñoz Martínez. Produzida por Rodolfo de Anda Gutiérrez e Alexis Ayala.

## Sinopse
No coração de uma grande cidade os problemas são muitos e as autoridades policiais não conseguem combatar a violência como gostariam. As gangues, os traficantes de drogas, os assaltantes e toda a gente da pior espécie são diuturnamente um grande desafio. Em meio a isso tudo, vive o tranquilo Gervásio, proprietário de um pequeno prédio onde aluga apartamentos e lojas. Ao redor do seu imóvel, muitas coisas acontecem na calada da noite e ele apenas defende o que é seu. Acontece que num determinado dia, ele e sua namorada são pegos de surpresa por uma gangue especializada em cuidar dos interêsses da noite, envolvidos com casas noturnas que escondem em seu interior, as drogas, a prostituição, o jogo e a corrupção de policiais.
A namorada de Gervásio se envolveu num negócio que não deu certo e ficou devendo dinheiro aos agiotas. Agora eles querem a grana a qualquer custo e numa tentativa de defende-la, Gervásio leva um tiro e é jogado pela janela. Sua namorada é violentamente assassinada e ele acaba sendo acusado injustamente pelo crime. 
Na prisão, ele encara os sujeitos mais perigosos mas cai no agrado de Índio, um camarada que sabe todos os truques para sobreviver lá dentro e também pelos becos escuros do mundo. Com ele, Gervásio aprende tudo o que precisa e um belo dia, é retirado do presídio por um helicóptero, através de uma operação extremamente arriscada. De volta às ruas, ouve num rádio que um detento havia escapado da penitencíária mas que teria sido morto pela polícia. A partir daí ele sabe que alguém o tirou de lá com outros interesses e fica aguardando o desenrolar dos dias. Enquanto espera, vai tendo muito trabalho para espantar do seu prédio as pessoas que invadiram o local durante sua ausência.
Logo, o chefe de polícia o manda buscar e faz um acordo com ele: sua liberdade em troca de seus serviços para ajudar a polícia a combater o crime e a manter a segurança da cidade.
Assim, a cada situação delicada, O Pantera é chamado e entra de cabeça para encarar os bandidos mais perigosos em nome da ordem e da justiça.

### Elenco
- Luis Roberto Guzmán - Gervásio Robeles (O Pantera)
- Ignacio López Tarso- General Porfírio Ayala
- Raul Padilla Choforo - Tomás Máiz ( “El Gorda con Chile”)
- Opi Domínguez - Artemisa
- Alicia Machado - Diana
- Vanessa Terkes - Lola

Elenco adicional - Segunda temporada
- Andrés García - Rubio Barrios
- Irán Castillo - Rosaura
- Luis Gatica - Procurador
- Issabela Camil - Virgínia
- Luis Couturier - Secretário de Defesa
- Rodolfo de Anda - Santos
- Mario Almada - Don Almagro
- Marius Biegai - David Webber

## Curiosidades
- A série é dublada pela BKS.
- No Brasil, a série é classificada como "imprópria para menores de 16 anos".
- No México, a série estreou na internet uma semana antes de ir ao ar pelo Canal 5, do Grupo Televisa.